# Saori Kimura
Saori Kimura (japanska: 木村 沙織, född 19 augusti, 1986 i Saitama), är en japansk volleybollspelare.
Kimura började spela volleyboll som åttaåring och debuterade i det japanska landslaget 2003. Hon spelade för Japan under den olympiska volleybollturneringen 2004 i Aten och slutade på en femteplats. Efter att ha gått ut high school inledde Kimura sin karriär som professionell volleybollspelare i Toray Arrows.
Vid olympiska sommarspelen 2008 i Peking kom Kimura och det japanska laget återigen på en femteplats efter att ha förlorat mot Brasilien i kvartsfinalen. Fyra år senare tog de en bronsmedalj vid den olympiska volleybollturneringen 2012 i London, det var den första medaljen för Japan på damsidan i volleyboll sedan Los Angeles 1984.
Efter OS i London beslutade Kimura sig för att spela i turkiska ligan och började spela för Vakıfbank SK i september 2012. Där spelade hon en säsong och bytte sedan klubb till Galatasaray SK den följande säsongen, innan hon 2014 kom tillbaka till Japan och Toray Arrows.
2013 valdes Kimura till lagkapten för det japanska damlandslaget som senare samma år tog en bronsmedalj vid World Grand Champions Cup och 2014 tog en silvermedalj i World Grand Prix. Vid den olympiska volleybollturneringen 2016 i Rio de Janeiro blev Japan utslaget i kvartsfinalen mot USA och Kimura bestämde sig efter spelen för att avsluta karriären. Hon valde att spela säsongen ut för Toray Arrows och spelade sin sista tävlingsmatch den 5 mars 2017.

## Klubbar
- Shimokitazawa Seitoku High School – (2002–2005)
- Toray Arrows – (2005–2012),(2014–2017)
- Vakıfbank SK – (2012–2013)
- Galatasaray Daikin − (2013–2014)